# Góry (Kętrzyn)
Góry (deutsch Uri) ist ein Ort in der polnischen Woiwodschaft Ermland-Masuren. Er gehört zur Gmina Kętrzyn (Landgemeinde Rastenburg) im Powiat Kętrzyński (Kreis Rastenburg).

## Geographische Lage
Góry liegt in der nördlichen Mitte der Woiwodschaft Ermland-Masuren, vier Kilometer nordöstlich der Stadt Kętrzyn (deutsch Rastenburg).

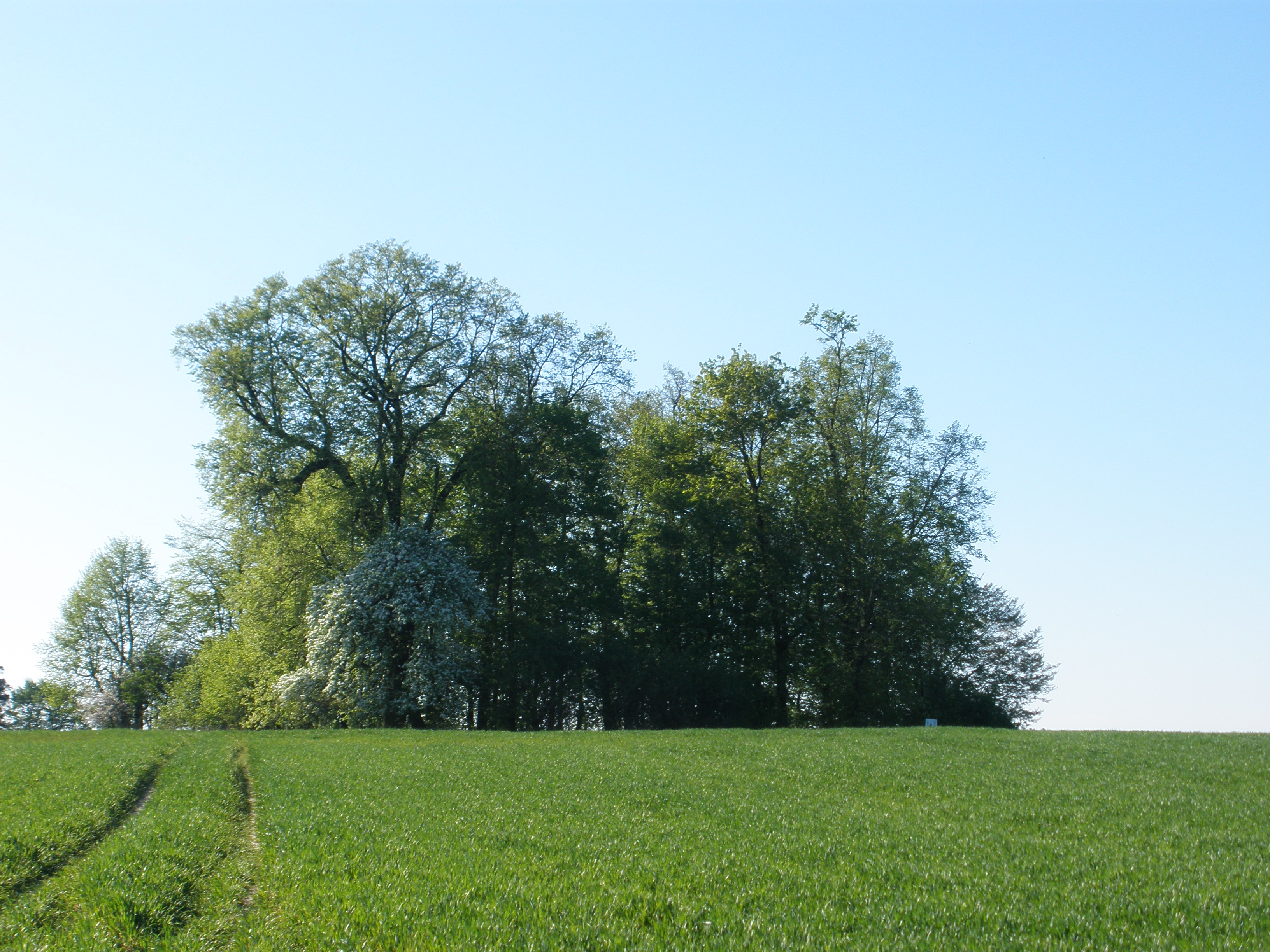
Schlachtfeld von 1311

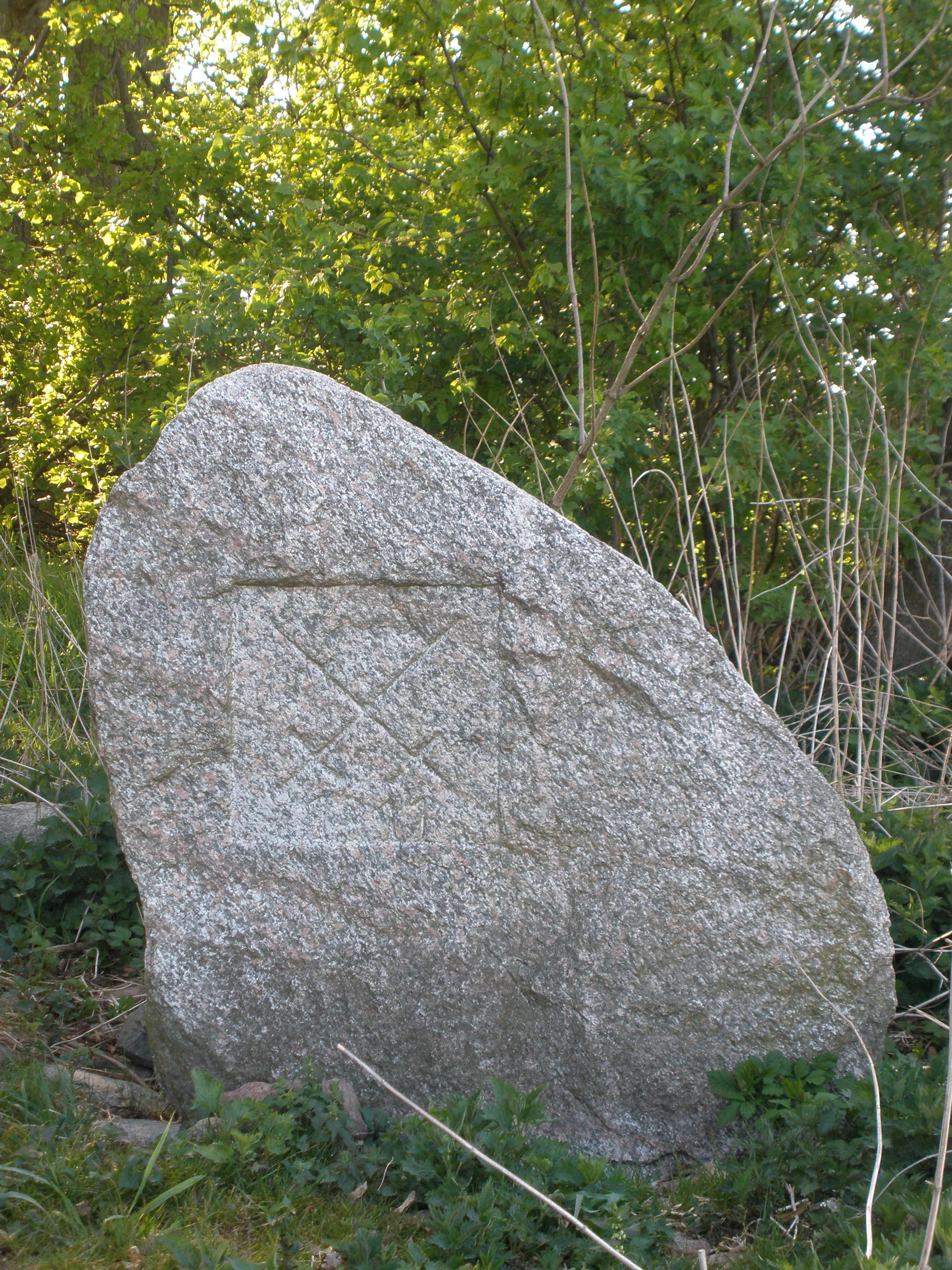
Gedenkstein 1311

## Geschichte
Bereits im Jahre 1311 tobte in der Region Woplauken/Uri eine viele Opfer fordernde  militärische Auseinandersetzung, die als „Schlacht bei Woplauken“ benannt worden ist: Plündernd war der Litauer Großfürst Vytenis (1293–1316) von Natangen durch das Ermland bis in die Gegend Woplauken gezogen, als sich ihm hier der Ordensmarschall Heinrich von Plötzke entgegenstellte. Das Schlachtfeld liegt heute in Góry. Der Widerstand war erfolgreich.
Das kleine Vorwerk Uri wurde im Jahre 1861 erstmals erwähnt. Bis 1945 war der Ort in Wohnplatz von Woplauken (polnisch Wopławki) im ostpreußischen Kreis Rastenburg. Im Jahre 1885 waren in Uri 39, im Jahre 1905 40 Einwohner registriert.
Aufgrund der Abtretung des gesamten südlichen Ostpreußen an Polen im Jahre 1945 erhielt Uri die polnische Namensform „Góry“. Heute ist der Weiler (polnisch Przysiółek) „część wsi Czerniki“ (= „ein Teil des Ortes Czerniki“, deutsch Schwarzstein) innerhalb der Landgemeinde Kętrzyn (Rastenburg) im Powiat Kętrzyński (Kreis Rastenburg), von 1975 bis 1998 der Woiwodschaft Olsztyn, seither der Woiwodschaft Ermland-Masuren zugehörig.

## Kirche
Bis 1945 war Uri evangelischerseits in die Kirche Schwarzstein (polnisch Czerniki) in der Kirchenprovinz Ostpreußen der Kirche der Altpreußischen Union, außerdem römisch-katholischerseits in die St.-Katharinen-Kirche Rastenburg im Bistum Ermland eingepfarrt.
Zur Kirche Czerniki – sie ist jetzt Filialkirche der Pfarrei Karolewo (Karlshof) im Erzbistum Ermland – gehört Góry seitens der römisch-katholischen Kirche heute. Seitens der evangelischen Kirche ist der Ort zur Johanneskirche Kętrzyn in der Diözese Masuren der Evangelisch-Augsburgischen Kirche in Polen hin ausgerichtet.

## Verkehr
Góry liegt an einer Nebenstraße, die von Nowa Różanka (Neu Rosenthal) an der Woiwodschaftsstraße 650 über Strzyże (Streitz) nach Czerniki (Schwarzstein) bzw. Wopławki (Woplauken) führt.
Czerniki war bis 1992 (Personenverkehr) bzw. 2000 (Güterverkehr) die nächste Bahnstation und lag an der Bahnstrecke Kętrzyn–Węgorzewo (deutsch Rastenburg–Angerburg). Die Strecke ist geschlossen und teilweise bereits demontiert.